# Sneżana Michajłowa
Sneżana Michajłowa (bułg. Снежана Михайлова; ur. 29 stycznia 1954 w Trjawnie) – bułgarska koszykarka, dwukrotna medalistka olimpijska. 
Uczestniczka turniejów eliminacyjnych do igrzysk olimpijskich w Montrealu i Moskwie. Dwukrotna olimpijka, w 1976 zajęła wraz z drużyną narodową trzecie miejsce; Michajłowa zdobyła na tym turnieju 31 punktów. W Moskwie w 1980 zdobyła wicemistrzostwo olimpijskie uzyskując 15 punktów.
Wielokrotna uczestniczka mistrzostw Europy. W 1973 roku zajęła czwarte miejsce na juniorskich mistrzostwach Europy, już rok później uczestniczyła w seniorskich mistrzostwach Europy, na których Bułgaria zajęła piąte miejsce. Uczestniczyła także w Eurobasketach w 1976 (trzecie miejsce), 1978 (siódme miejsce) i 1981 (piąte miejsce).